# バレーボールスウェーデン女子代表
バレーボールスウェーデン女子代表は、バレーボールの国際大会で編成されるスウェーデンの女子バレーボールナショナルチームである。
2019年にエトーレ・グイデッティが監督に就任し、2021年欧州選手権で初のベスト8進出を果たした。

## 過去の成績

### オリンピックの成績
- 出場なし

### 世界選手権の成績
- 出場なし

### 欧州選手権の成績
- 1967年 - 15位
- 1971年 - 15位
- 1983年 - 12位
- 2021年 - 8位

## 歴代代表選手
- アレクサンドラ・ラジック
- ヨナ・ワッセファーラー
- アンナ・ハーク
- イザベル・ハーク
- ジュリア・ニルソン
- リンダ・アンダーソン
- ヒルダ・グスタフソン